# Jorvan Vieira
Jorvan Vieira, arab. جورفان فييرا (ur. 24 maja 1953 w Duque de Caxias) – portugalsko-brazylijski trener piłkarski i piłkarz. W 2007 roku z reprezentacją Iraku wywalczył mistrzostwo Azji.

## Kariera piłkarska
Jorvan Vieira całą karierę piłkarską spędził w brazylijskich klubach. Bez większych sukcesów grał na pozycji obrońcy w CR Vasco da Gama, Botafogo F.R. i Associação Portuguesa. Zawodową karierę zakończył w 1979.

## Kariera trenerska
Po zakończeniu kariery piłkarskiej Vieira wyjechał do Azji. W sezonie 1980 prowadził Qatar SC, a następnie został selekcjonerem reprezentacji Omanu do lat 20. Następnie wyjechał do Maroka, gdzie prowadził cztery kluby. Poznał tam również José Farię, który został selekcjonerem reprezentacji Maroka i włączył Vieirę do swojego sztabu szkoleniowego. Vieira uczestniczył więc w Mistrzostwach Świata 1986, w których Maroko zremisowało z reprezentacją Polski 0-0 i reprezentacją Anglii 0-0 oraz wygrało z reprezentacją Portugalii 3-1. Dzięki temu Maroko jako pierwsza drużyna z Afryki awansowała do drugiej rundy mistrzostw świata. W 1/8 finału Marokańczycy przegrali z reprezentacją RFN 0-1 i odpadli z turnieju.
Po zakończeniu pracy z reprezentacją Maroka Jorvan Vieira wrócił do Azji, gdzie najpierw pracował z reprezentacją Kuwejtu do lat 20, a następnie był trenerem Al Qadsia. W 2001 roku krótko prowadził egipski Ismaily SC, po czym znów został szkoleniowcem reprezentacji Omanu do lat 20, a potem kadry Malezji U-20. Trenował również omański Al-Nasr Salala oraz saudyjski Al-Ta'ee Ha’il.
W maju 2007 roku został selekcjonerem reprezentacji Iraku. Dwa miesiące później uczestniczył z nią w Pucharze Azji. Irakijczycy zdobyli mistrzostwo kontynentu pokonując w finale Arabię Saudyjską 1:0. Przed meczem finałowym reprezentanci Iraku rozważali oddanie mecze walkowerem. Po ich półfinałowym zwycięstwie nad Koreą Południową (po serii rzutów karnych) w Iraku ludzie świętowali na ulicach. Wówczas w Bagdadzie przeprowadzono zamach bombowy, w wyniku którego zginęło 50 świętujących osób, a ponad 100 zostało rannych. Ogółem podczas świętowania sukcesów w Pucharze Azji zginęło 60 ludzi. Część osób zmarła przypadkowo, od kul wystrzelonych podczas salw celebrujących kolejne awanse piłkarzy. Było to również przyczyną, dla której Vieira zrezygnował z pracy w Iraku zaraz po Pucharze Azji.
W lutym 2008 roku Jorvan Vieira został trenerem Sepahan Isfahan, finalisty Ligi Mistrzów 2007. Po czterech miesiącach kontrakt trenera został rozwiązany za porozumieniem stron. Następnie znów został selekcjonerem reprezentacji Iraku, ale nie odniósł z nią większych sukcesów. Później trenował kilka azjatyckich i afrykańskich klubów oraz reprezentację Kuwejtu. W lipcu 2016 został trenerem egipskiego Smouha SC, ale zwolniono go w listopadzie tego samego roku, ponieważ ujawniono nagrania rozmów z jego agentem, podczas których w wulgarny sposób obraża Egipt oraz prezesa klubu.

## Sukcesy
AS.FAR Rabat
- mistrzostwo Maroka: 1983/1984
- Puchar Maroka: 1984

Al Qadsia
- mistrzostwo Kuwejtu: 1999

Al-Nasr Salala
- Puchar Omanu: 2005

Reprezentacja Iraku
- Puchar Azji: 2007

## Życie prywatne
Jorvan Vieira jest synem Portugalczyka i Brazylijki. Jego żona zaś jest Marokanką. Posiada obywatelstwa portugalskie, brazylijskie i marokańskie.
Jorvan Vieira jest muzułmaninem. Islam przyjął w 1991 roku. Wcześniej był osobą niereligijną.
W 2014 roku oskarżył FIFA o manipulowanie wyników plebiscytu Złotej Piłki. Vieira twierdził, że zagłosował na innych piłkarzy, niż potem przedstawiono to na oficjalnych kartach.